# ラビ (ラッパー)
ラビ（RAVI、ハングル: 라비、1993年2月15日 - ）は、韓国のラッパー、シンガー、ソングライター、レコードプロデューサー。韓国アイドルグループ・VIXXとそのサブユニットVIXX LRの元メンバー。2017年1月9日にソロデビューミニアルバム『R.EAL1ZE』をリリース。

## 略歴

### 2012–2013：VIXXでデビュー
Mnetのサバイバルリアリティショー「MyDOL」の出場者である10人の研修生の一人。また、新グループ「VIXX」の最終ラインナップのとして選ばれた6人の出場者の1人でもあった。VIXXは2012年5月24日「SUPER HERO」でデビュー。
MyDOLの期間中、ラビはブライアンジョーの「Let This Die」とソ・イングクの「Shake It Up」のミュージックビデオで紹介された。VIXXのデビューシングル「SUPER HERO」の制作にも参加している。
2013年、SBSのテレビドラマ「相続者たち|The Heirs」のエピソード4にグループメンバーと一緒に出演。

### 2014–2015：サブユニットとのコラボレーションとデビュー：VIXX LR
2014年、「Rock the World」でアメリカのアーティスト、チャド・フューチャーとコラボレーション、シングルのミュージックビデオにも出演。
2015年、Mnetの「SHOW ME THE MONEY 4」に出場したが、2回戦で敗退。
ラビはRainの中国の歌「Diamond Love」で、中国のドラマ「Diamond Lover（克拉戀人）」のサウンドトラックのラッパーとして紹介された。
2015年8月7日、Jellyfish EntertainmentはVIXXの最後のスペシャルアルバム「Boys 'Record」のシルエットを含む不思議なカウントダウンの後、VIXXの公式ウェブサイトでビデオトレーラーをリリース。時間が経つにつれ、VIXXのメンバーは姿を消し、ついにレオとラビだけが取り残される。そのため、ファンは6人のメンバー全員が再びカムバックすることになると推測。
2015年8月にレオと「VIXX LR」としてデビュー。2015年8月17日にデビューミニアルバム「Beautiful Liar」をリリース。同日、ソウルの麻浦区にあるYes24 Muvホールで「Beautiful Liar」の最初のショーケースを開催。
2015年12月、バラードガールグループMelody Dayのシングル「When It Rains」（朝: 비가 내리면）をWinter Ballad Projectの一環として提供。
2015年12月31日に、最初のミックステープ「R.EBIRTH」のために自分のTwitterとInstagramアカウントにティーザーをドロップした。

### 2016–現在
2016年1月4日、ミックステープ「R.EBIRTH」の最初のプレリリースを公開。トラック「Where Should I Go」はMicrodotをフィーチャーしている。2016年1月20日、「SHOW ME THE MONEY 4 」の勝者であるBasickをフィーチャーした2番目のプレリリース「OX」をリリース。2016年2月22日に3番目のプレリリース「Good Girls」（朝: 착한 여자）、2016年2月4日にHanhaeとSoulmanのフィーチャーをリリース。4番目の最終プレリリースは「Move」。
ミックステープのプレリリースはすべて、VIXXの公式YouTubeチャンネルとRAVIの公式SoundCloudで公開された。「R.EBIRTH」の完全版は2016年3月12日にリリースされ、SoundCloudおよびYouTubeでも公開された。「R.EBIRTH」のリリースを記念して、2016年3月19日と20日にソウルのヒュンダイカードアンダーステージでショーケース「Ravi's 1st Live Party R.EBIRTH」を開催。
ラッパーのBasick、Esbee、DJ /プロデューサーのSAM＆SP3CKが出演者として参加し、VIXXメンバーのレオ、エンの他ケン、ホンビン、ヒョギもゲストとして参加。
2016年7月14日、Jellyfish Entertainmentの新しい音楽チャンネルプロジェクト「Jelly Box 」に参加し、DJ /プロデューサーのデュオであるSAM＆SP3CKをフィーチャーしたシングル「DamnRa」をリリース。
9月26日にSuperbeeをフィーチャーしたミックステープ「Who are U」をリリース。
2017年1月4日にシングル「Home Alone」（朝: 나홀로 집에） ジョン・ヨンファ、彼の最初のミニアルバム「R.EAL1ZE 」をフィーチャー。 2017年1月9日に、デビューミニアルバム「R.EAL1ZE」をリリース。これには、以前のミックステープの3トラックと、San Eをフィーチャーしたタイトルトラック「BOMB」を含む4トラックが含まれる。
彼はプロデューサーであり、すべての曲の作曲、編曲、歌詞を担当した。1月6日から8日までソウルの麻浦区のYes24 Muvホールでソロコンサートを開催。
2019年2月18日、RAVIとチョンハ（Chungha）のコラボレーションシングル「Live」をさまざまなストリーミングサイトでリリース。3月5日にセカンドミニアルバム「R.OOK BOOK 」をリリース。3月22日から24日までソウルのYes24ライブホールで3回目のソロコンサート「REAL-LIVE R.OOK BOOK 」を開催。 
2022年1月12日、「兵役の不正疑惑で拘束されたブローカーたちが、ソウルのある病院の神経科医を指名し、依頼人に紹介した後、診療の予約まで代行した事実が分かった」とし「（依頼人には）人気アイドルのラッパーのVIXXのラビも含まれている」と報じられた。
2023年4月11日、グループ「VIXX」からの脱退を発表。同年8月10日、てんかんを偽装して兵役を回避した兵役法違反などの罪でソウル南部地裁から懲役1年、執行猶予2年、社会奉仕120時間の判決が言い渡された。これを受け、ラビには兵役義務が再び課される見通しとなった。

## レーベル
2019年6月27日、自身のヒップホップレーベルGROOVL1N（朝: 그루블린）を設立。これは「東洋のクールな人々」を意味するGROOVEとGOBLINの組み合わせ。レーベルにはラビ以外に、Xydo、nafla、JUSTHIS、PRIME KINGZが所属している。

## ディスコグラフィー

### 延長プレイ
| 題名                                                                                  | アルバムの詳細 | ピークチャート位置 | ピークチャート位置 | ピークチャート位置 | 売上高        |
| 題名                                                                                  | アルバムの詳細 | KOR ガオン         | TW                 | 世界               | 売上高        |
| ------------------------------------------------------------------------------------- | --- | ------------------ | ------------------ | ------------------ | ------------- |
| R.EAL1ZE                                                                              | - リリース日：2017年1月9日 - レーベル： Jellyfish Entertainment、CJ E＆M - フォーマット：CD、デジタルダウンロード Track list 1. Bomb (ft. San E) 2. Rose (ft. Ken of VIXX) 3. Ladi Dadi (ft. Microdot, Jero) 4. 나홀로 집에 (Home Alone) (ft. Jung Yong-hwa) 5. 아 몰라 일단 Do the Dance 6. Lean On Me 7. 뇌비우스의 띠 (Möbius Strip) (ft. Esbee) | 2                  | 11                 | 8                  | - KOR：22,839 |
| R.OOK BOOK                                                                            | - リリース日：2019年3月5日 - レーベル：Jellyfish Entertainment - フォーマット：CD、デジタルダウンロード Track list 1. R.OOK BOOK 2. Tuxedo 3. L.A.Y.E.R.E.D (ft. SAAY) 4. 녹는점(See-Through) (ft. Cold Bay) 5. Runway 6. U-Niverse (ft. Rick Bridges) 7. Hoodie (ft. Xydo, Raf Sandou) 8. Bonus track "Live"(ft. Chungha)                          | 6                  | —                  | —                  | - KOR：18,048 |
| 「—」は、その地域でチャート化されなかったか、リリースされなかったリリースを示します。 | |                    |                    |                    |               |

| R.EBIRTH                                                                              | - リリース日：2016年3月12日 - レーベル：Jellyfish Entertainment、CJ E＆M - 形式： ストリーミングオーディオ | — |
| R.EBIRTH                                                                              | - 再リリース：2018年1月5日（R.ebirth 2016） - レーベル：Jellyfish Entertainment、CJ E＆M - フォーマット：デジタルダウンロード Track list 1. R.EBIRTH 2. Move 3. Lean On Me 4. OX (ft. Basick) 5. 뇌비우스의 띠 (Möbius Strip) (ft. Esbee) 6. Control (Interlude) 7. 끄덕끄덕 (Nod Nod) (ft. Donutman) 8. 착한 여자 (Good Girls) (ft. Hanhae, Soulman) 9. 아 몰라 일단 Do the Dance 10. Where Should I Go (ft. Microdot) 11. Where Should I Go (solo version) 12. Who Are U (ft. Superbee) 13. Lucid Dream (ft. MICRODOT) 14. Hong Gil Dong | — |
| NIRVANA                                                                               | - リリース日：2018年1月22日 - レーベル：Jellyfish Entertainment、CJ E＆M - フォーマット：デジタルダウンロード Track list 1. 끓는점 (Boiling Point) (ft. Sik. K) 2. Chameleon 3. Nirvana (ft. Park Ji-min) 4. Ravi da Loca 5. Payday (ft. Cho Cho Ah, OLNL) 6. Alcohol 7. Where Am I (ft. Microdot) | 5 |
| K1TCHEN                                                                               | - リリース日：2018年6月26日 - レーベル：Jellyfish Entertainment、CJ E＆M - フォーマット：デジタルダウンロード Track list 1. Payback (ft. Coogie) 2. Sparring 3. Frypan (ft. Double K, Microdot) 4. 파블로프의 개 (Pavlov's Dog) (ft. Cold Bay, Basick) 5. Scarynightt 6. (Bonus track) Shot | — |
| 「—」は、その地域でチャート化されなかったか、リリースされなかったリリースを示します。 | |   |

| 題名                                                                                  | 年                       | ピークチャート位置       | 売上高                   | アルバム                 |
| 題名                                                                                  | 年                       | KOR ガオン               | 売上高                   | アルバム                 |
| リードアーティストとして                                                              | リードアーティストとして | リードアーティストとして | リードアーティストとして | リードアーティストとして |
| ------------------------------------------------------------------------------------- | ------------------------ | ------------------------ | ------------------------ | ------------------------ |
| 「DamnRa」 （Feat. SAM＆SP3CK）                                                       | 2016年                   | —                        | N/A                      | Non-album singles        |
| "「Who are U」" （feat. Superbee）                                                    | 2016年                   | —                        | N/A                      | Non-album singles        |
| 「Home Alone」 （나홀로 집에）（ft. ジョン・ヨンファ）                                | 2017年                   | 83                       | - KOR （DL） ：19,987+   | R.EAL1ZE                 |
| 「BOMB」 （ft. SAN.E）                                                                | 2017年                   | 60                       | - KOR （DL） ：18,503+   | R.EAL1ZE                 |
| 「ライブ」 （ft. チョンハ）                                                           | 2019年                   | —                        | N/A                      | R.OOK BOOK               |
| "TUXEDO"                                                                              | 2019年                   | 85                       | 未公表                   | R.OOK BOOK               |
| 「See-Through」 （녹는점）（ft. COLDBAY）                                             | 2019年                   | —                        | 未定                     | R.OOK BOOK               |
| 「BLOSSOM」 （ft. GFRIENDのウンハ）                                                   | 2019年                   | 67                       | 未定                     | THE LOVE OF SPRING       |
| 注目のアーティストとして                                                              |                          |                          |                          |                          |
| 「ロック・ザ・ワールド」 （Chad Future feat. ラビ）                                   | 2014                     | —                        | N/A                      | ファーストミニアルバム   |
| 「Diamond Love」 （Rain feat. ラビ）                                                  | 2015                     | —                        | N/A                      | ダイヤモンド恋人OST      |
| 「雨が降るとき」 （비가 내리면）（メロディーデイ feat. ラビ）                         | 2015                     | 41                       | - KOR：40,112+           | 色                       |
| 「Feeling Abandoned」 （Kiggen feat. Eluphant、Ravi、ESBEE）                          | 2016年                   | —                        | N/A                      | オリジナル               |
| "Use Me" （キム・ワンソン feat. ラビ）                                                | 2016年                   | —                        | N/A                      | Non-album single         |
| 「ウェーブ」 （マイクロドット feat. ラヴィ、リル・ボイ）                              | 2016年                   | —                        | N/A                      | +64                      |
| 「—」は、その地域でチャート化されなかったか、リリースされなかったリリースを示します。 |                          |                          |                          |                          |

ノート
1. ↑  "DamnRa" was a promotional tool for Jellyfish Entertainment's digital music platform Jelly Box[13]

## コンサート

### ヘッドライナー
- 2016：Raviの最初のライブパーティーR.EBIRTH
- 2017：RAVI 1st REAL-LIVE R.EAL1ZE
- 2018：RAVI 2nd REAL-LIVE NIRVANA
- 2018：RAVI 1st SOLO EUROPE TOUR
- 2019：RAVI 3rd REAL-LIVE R.OOK BOOK

- 2017：オーストラリアでのRapbeat Show 2017

## フィルモグラフィー

### テレビ出演＆バラエティ番組
| 年     | 通信網    | 題名                                | ノート                      |
| ------ | --------- | ----------------------------------- | --------------------------- |
| 2015   | Mnet      | SHOW ME THE MONEY 4                 | 出場者、第2ラウンドで敗退。 |
| 2016年 | MBC Music | ググダンプロジェクト-極端な修学旅行 | ナレーター                  |
| 2018年 | MBC       | リアルマン300                       | キャストのサポート          |
| 2019年 | tvN       | 驚きの土曜日                        | ググダンのセジョンとゲスト  |
| 2019年 | KBS       | 1泊2日                              | 正会員                      |